# 34-я отдельная железнодорожная бригада
34-я отдельная железнодорожная бригада (сокр. 34 ождбр, в/ч 01855) — тактическое соединение Железнодорожных войск Российской Федерации.
Бригада дислоцируется в городе Рязань Рязанской области. Соединение входит в состав Московского военного округа.

## История
Прославленное соединение военных железнодорожников было сформировано 1 октября 1948 года. В период с октября по декабрь 1948 года воинские части бригады были расквартированы в городах Курск, Орёл, Старый Оскол, Острогожск.
Первым командиром вновь сформированного соединения стал полковник Нил Степанович Цветков. Начальником политотдела был назначен подполковник Михаил Георгиевич Макаров, а начальником штаба соединения — Иван Фёдорович Мулюкин.
В дальнейшем формирование меняло места своей дислокации.
Начиная с 1952 года, личный состав неоднократно выполнял сложные задачи по строительству железных дорог.
Военнослужащими части проложена железная дорога между городами Пермь и Кизел протяжённостью 162 километра. В 1950-х годах прошлого века воины-железнодорожники строили подъездные пути к Камской ГЭС и Яйвинской ГРЭС.
В начале 1963 года части соединения ЖДВ передислоцированы в город Рязань, где продолжили работы по строительству железнодорожной инфраструктуры в Рязанской области.
В 1970-е — 1980-е годы личный состав занимался строительством железнодорожных участков, жилых домов и станций на Московско-Казанской и Московско-Рижской линиях.
Постановлением от 7 апреля 1970 года ЦК КПСС Президиума Верховного Совета и Совета министров СССР за высокие показатели в боевой и политической подготовке в честь 100-летия со дня рождения В. И. Ленина бригада награждена Ленинской юбилейной Почётной грамотой. Неоднократно за успехи в социалистическом соревновании часть награждалась преходящим Красным Знаменем Военного совета Железнодорожных войск ВС СССР.
В 1990-е части соединения выполняли работы по строительству подъездных путей к Октябрьскому гравийно-щебеночному заводу (ГЩЗ) в городе Вышний Волочек на Октябрьской железной дороге и возведению подъездных путей к нефтеперерабатывающему заводу в городе Рязани, строительству подъездных путей в Рязанской области, жилых домов и развязок.
В 2001 году в связи с празднованием 150-летия образования Железнодорожных войск Российской Федерации всему личному составу бригады объявлена благодарность за большой вклад в дело укрепления обороноспособности страны.
По итогам 2001 и 2002 годов соединение стало победителем соревнования за право именоваться «Лучшее соединение Железнодорожных войск Российской Федерации»..

## Описание
Соединение занимается строительством железных дорог, подъездных путей, обходов и перегонов, участвует в ликвидации последствий стихийных бедствий, реконструирует и перестраивает станции, обеспечивает электрификацию железнодорожных линий, строит жилые дома и казармы, обустраивает военные городки.

## Галерея
- Учение 34-й ождбр по восстановлению объездных путей в Брянской области. 4 августа 2021.
- Укладочный кран железнодорожный УК-25
- Укладочный кран железнодорожный УК-25
- Путеукладчик ПБ-3М
- Путеукладчик ПБ-3М